# 천배불취
천배불취(千杯不醉: Drink Drank Drunk)는 홍콩에서 제작된 이동승 감독의 2005년 멜로/로맨스, 코미디 영화이다. 양천화 등이 주연으로 출연하였고 방평 등이 제작에 참여하였다.

## 출연

### 주연
- 양천화
- 오언조
- 호정

### 조연
- 왕합희
- 관은나
- 잠보아
- 윤자유
- 이소화
- 방중신
- 전가락
- 곡덕소
- Jojo Shum